# Rond Pagan
Die Rond Pagan (auch Dañs Round oder Rond de Pagan genannt) ist ein bretonischer Reihen- oder Kreistanz aus dem Pays Pagan. Der Tanz besteht aus zwei Teilen, der Runde und der Figur. Dieser Tanz wurde traditionell nicht ausschließlich paarweise getanzt, sondern teils auch nur von Männern. Die Rond Pagan ist eine lokale Weiterentwicklung eines Grundtanzes und gehört zur Gruppe der Branles. Es gibt auch eine Form mit einem Bal de Pagan.

## Ausgangsposition
Die Tänzer stehen in einer Reihe, Seite an Seite. Die Tänzer fassen sich an den Fingern durch, entweder am kleinen Finger oder mittlerem Finger. Die Tänzer stehen mit etwas Abstand zueinander.
Die charakteristische Armbewegung im 2. Teil erfordert, dass sich die Tänzer paarweise aufstellen. Traditionell begrüßt der Mann an einer bestimmten Stelle seine Partnerin zur Rechten, an einer anderen Stelle seine Partnerin zur Linken. Hierdurch wird immer noch von einer Männer- und Frauenrolle gesprochen.

## Grundschritt
Jeder Teil wird in der Regel 4-mal getanzt.

### Runde (1. Teil)
Der Schritt besteht durchgehend aus Branle double Schritten mit leichten Modifikationen.
Der Tanz wird mit deutlich mehr Raum getanzt als die übrigen Tänze.
1. Linker Fuß nach links; Körper nach links orientiert
2. Rechter Fuß wird vorgekreuzt
3. Linker Fuß nach links
4. Drehung auf linkem Fuß leicht nach rechts; rechter Fuß Tip neben linkem Fuß
5. Rechter Fuß nach rechts
6. Linker Fuß wird vorgekreuzt
7. Rechter Fuß nach rechts
8. Drehung auf rechtem Fuß leicht nach links; linker Fuß Tip neben rechtem Fuß

Die Arme schwingen kräftig nach vorne auf den geraden Schlägen; nach hinten auf den ungeraden Schlägen.

### Figur (2. Teil)
Die Figur ist nur eine Modifikation des Grundschritts: Es gibt einen leichten Sprung und eine charakteristische Armbewegung.
1. Linker Fuß nach links; Körper nach links orientiert
2. Rechter Fuß wird vorgekreuzt; dieser Schritt wird leicht gesprungen
3. Linker Fuß nach links
4. Drehung auf linkem Fuß leicht nach rechts; rechter Fuß Tip neben linkem Fuß; der Mann wendet sich nach rechts; die Frau orientiert sich noch nach links zu ihrem linken Partner; deren gemeinsame Hand wird von oben nach außen gezogen. Die Hand zur Partnerin zur linken schwingt normal weiter.
5. Rechter Fuß nach rechts
6. Linker Fuß wird vorgekreuzt; dieser Schritt wird leicht gesprungen
7. Rechter Fuß nach rechts
8. Drehung auf rechtem Fuß leicht nach links; linker Fuß Tip neben rechtem Fuß; der Mann wendet sich nach links; die Frau orientiert sich noch nach rechts zu ihrem rechten Partner; deren gemeinsame Hand wird von oben nach außen gezogen. Die Hand zur Partnerin zur linken schwingt normal weiter.

## Musikalische Begleitung
Traditionell wird der Tanz ausschließlich von Gesang begleitet. Der Vorsänger steht im Kreis und singt seine Strophen. Diese werden von den Tänzern beantwortet im Sinne des Kan ha diskan: Die letzte Silbe der Strophe wird von den Tänzern mitgesungen und die Tänzer führen ihre Strophe fort, während der Vorsänger pausiert.